# Reinbek
Reinbek (niederdeutsch Reinbeek) ist eine Mittelstadt im Kreis Stormarn im Süden Schleswig-Holsteins. Sie gehört zur Metropolregion Hamburg.

## Geografie

### Geografische Lage und Ortsteile
Das Gebiet der Stadt Reinbek erstreckt sich im östlichen Umlandbereich Hamburgs am Rand der südlichen Hohen Geest am westlichen sowie nördlichen Ufer der im Gemeindegebiet teilweise zum Mühlenteich aufgestauten Bille. Die Gemarkung umfasst die als Siedlungskerne strukturierten Ortschaften Alt-Reinbek, Hinschendorf, Schönningstedt, Neuschönningstedt, Ohe mit Büchsenschinken und das jüngere Neubaugebiet Krabbenkamp (siehe auch Liste der Bezirke und Stadtteile Reinbeks).
Zwischen den Ortschaften befindliche Flurstücke werden teilweise landwirtschaftlich bewirtschaftet und vielfach als städtisches Naherholungsgebiet genutzt. Sie sind geprägt durch ihre landschaftliche Zugehörigkeit zur naturräumlichen Haupteinheit Hamburger Ring (Nr. 695).

### Nachbargemeinden
Das Gemeindegebiet der Stadt Reinbek ist unmittelbar umschlossen von:
| Glinde                        | Barsbüttel, Brunsbek                        |                                        |
| Hamburg (Stadtteil Lohbrügge) | Kompassrose, die auf Nachbargemeinden zeigt | Witzhave                               |
|                               | Hamburg (Stadtteil Bergedorf)               | Aumühle, Wohltorf, Wentorf bei Hamburg |

### Landschaft
Das Gemeindegebiet der Stadt Reinbek umfasst sowohl Siedlungsbereiche, als auch Außenbereiche in Wald und Flur. Die verschiedenen Ortschaften sind überwiegend von Einzelhäusern geprägt. Rund um den Täby-Platz und das Paul-Luckow-Stadion bestehen aber auch Bereiche, die Mietwohnungen in mehrstöckigen Wohnhäusern im Stil der 1960er Jahre umfassen. Das höchste unter ihnen ist das sogenannte Sachsenwald-Hochhaus mit 20 Stockwerken. Das äußere Stadtgebiet nach Osten hin wird hingegen stark von den westlichen Ausläufern des Sachsenwaldes geprägt.

## Geschichte
Von der Besiedlung des heutigen Reinbeker Gebietes in bereits vorgeschichtlicher Zeit zeugen zahlreiche Hügelgräber. Die erste urkundlich überlieferte Erwähnung Reinbeks datiert allerdings erst auf das Jahr 1238 und geht auf die Gründung des gleichnamigen Zisterzienserinnenklosters (siehe Kloster Reinbek) zurück. Die ältesten bekannten Schreibformen des Ortsnamens sind (ville) Reinebec (1238), (in) Reynebeke (1309 und 1350), (to deme) Reynenbeke (1400) und (tome) Rynenbeke (1466); der Name wird als Kompositum aus dem Grundwort bek für „Bach“ und dem Adjektiv „rein“ als Bestimmungswort gedeutet. Nach der Zerstörung des Klosters (1534) gewann der Ort erst mit dem Bau der Schlossanlage (1572) wieder an Bedeutung.

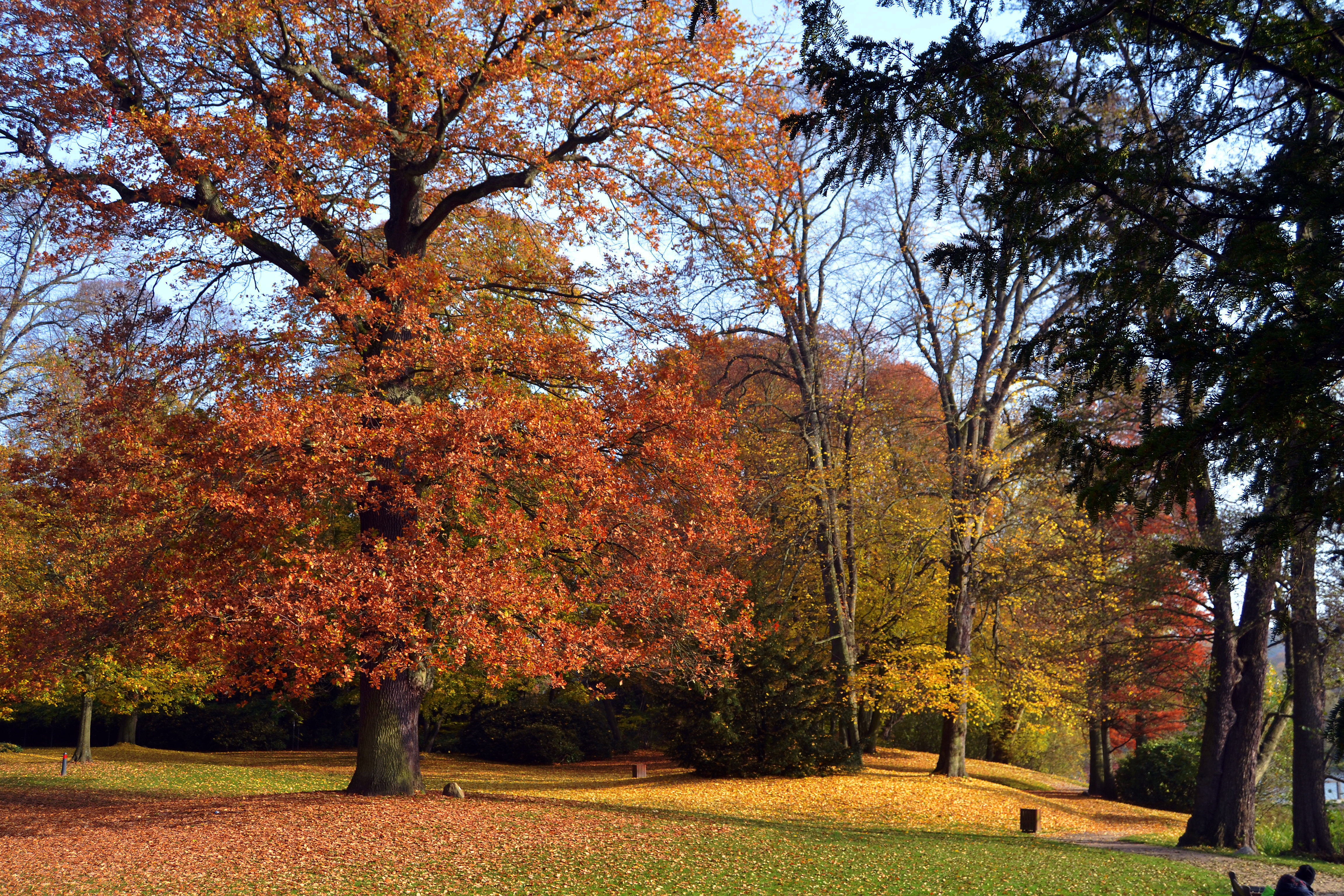
Reinbeker Schlosspark im Herbst

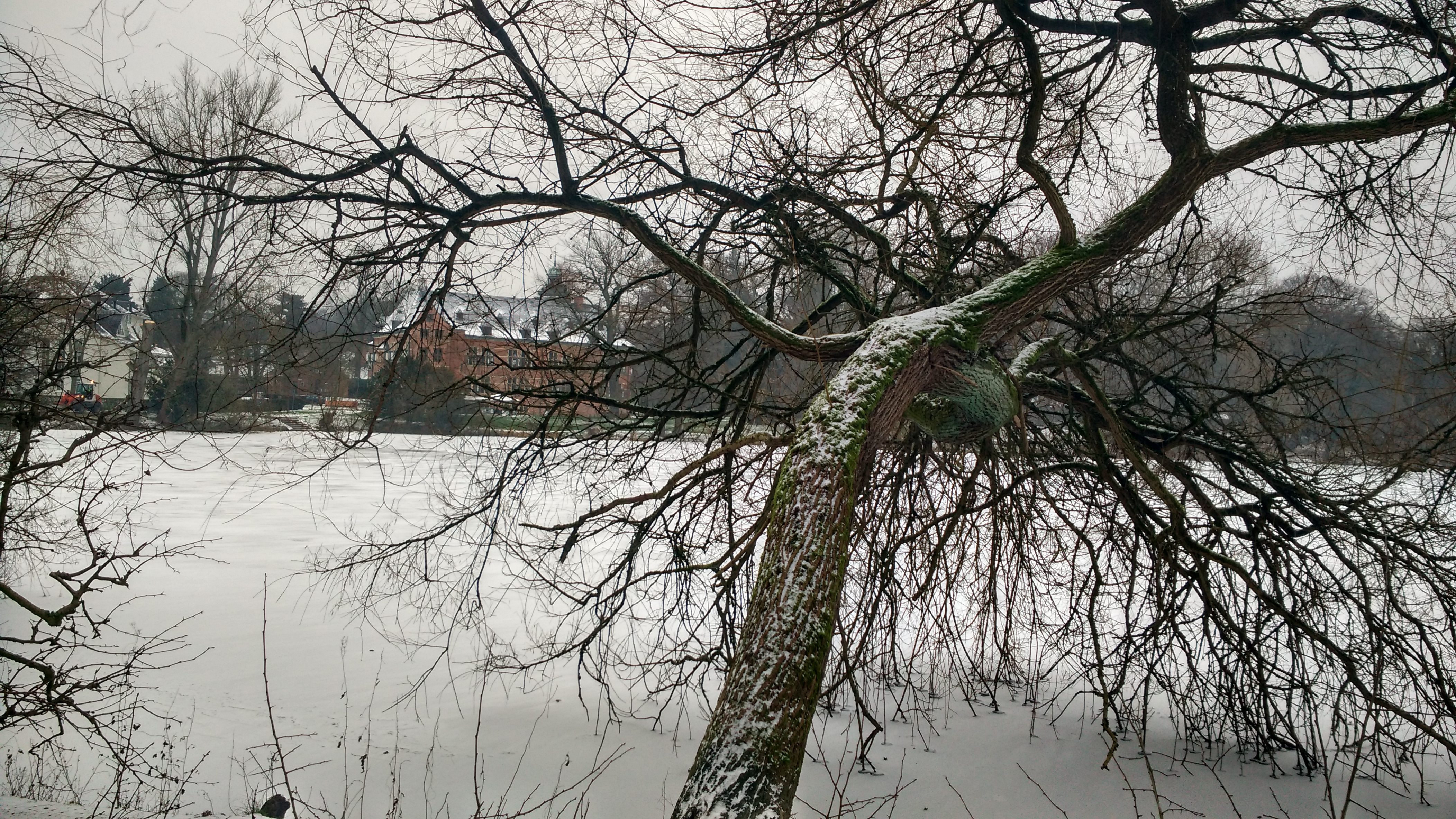
Der Mühlenteich und das Reinbeker Schloss im Winter

Die Ansiedlung von Handwerkern im späten 18. Jahrhundert brachte endlich wirtschaftliches Wachstum. Einen entscheidenden Impuls für die Entwicklung des Ortes gab jedoch der Bau der Eisenbahnstrecke zwischen Hamburg und Berlin (1846): Reinbek wurde vorübergehend zum Kurort und beliebten Ausflugsziel. Die alte Schreibweise „Reinbeck“ wurde am 1. September 1877 durch eine Anordnung über die einheitliche Regelung der Schreibweise für Ortsnamen von der Provinzialregierung in Schleswig in „Reinbek“ geändert.
Zum Ende des Zweiten Weltkrieges wurde Deutschland schrittweise besetzt. Am 3. Mai 1945 besetzten britischen Truppen auch Reinbek, das benachbarte Glinde sowie den letzten Teil des noch unbesetzten Stormarns. Des Weiteren begann am Nachmittag des Tages auch die Besetzung Hamburgs, die zuvor in der Villa Möllering bei Lüneburg vereinbart worden war. Einen Tag später unterschrieb zudem Hans-Georg von Friedeburg im Auftrag des letzten Reichspräsidenten Karl Dönitz, der sich zuvor mit der letzten Reichsregierung in den Sonderbereich Mürwik abgesetzt hatte, die Teilkapitulation der Wehrmacht für Nordwestdeutschland, Dänemark und die Niederlande. Die Bedingungslose Kapitulation der Wehrmacht folgte am 8. Mai 1945. Zum Kriegsende erlebte Reinbek einen verstärkten Zuzug von Flüchtlingen und durch Kriegseinwirkung obdachlos gewordenen Hamburgern.
Seit den 1960er Jahren wurden mehrere Gewerbegebiete erschlossen und erweitert. Am 28. Juni 1952 erhielt Reinbek das Stadtrecht. Am 1. Januar 1974 wurden die Gemeinde Schönningstedt (mit Neuschönningstedt und Ohe) sowie ein Teil der Gemeinde Glinde mit damals etwa 100 Einwohnern und ein Teil der aufgelösten Gemeinde Stemwarde eingegliedert. Im Jahre 1978 kam das bisher landwirtschaftlich genutzte Gebiet Krabbenkamp, das vormals zu Schönningstedt gehörte, als weiterer Stadtteil hinzu.

## Religion
Reinbek gehörte ursprünglich zum Kirchspiel Steinbek, bis es 1894 zu einer eigenständigen evangelisch-lutherischen Kirchengemeinde wurde. Die neogotische Kirche (heute Maria-Magdalenen-Kirche) wurde 1901 errichtet. 1908 gründete sich die römisch-katholische Kirchengemeinde, die 1953 die Herz-Jesu-Kirche erbauen ließ. In Reinbek sind 44 Prozent der Bevölkerung evangelisch und 9 Prozent katholisch, 26 Prozent gehören anderen Konfessionen an, 22 Prozent sind ohne Religionszugehörigkeit. Die bedeutendsten Gemeinden der Stadt sind:
- Ansgar-Kirchengemeinde Schönningstedt-Ohe (evangelisch-lutherisch)
- Kirchengemeinde Gethsemane Neuschönningstedt (evangelisch-lutherisch)
- Maria-Magdalenen-Kirche (evangelisch-lutherisch)
- Nathan-Söderblom-Kirche (evangelisch-lutherisch)
- Herz-Jesu-Gemeinde (römisch-katholisch)
- Evangelisch-Freikirchliche Gemeinde (Baptisten)

## Politik

### Stadtvertretung
Die letzten vier Kommunalwahlen am 14. Mai 2023, am 6. Mai 2018, am 26. Mai 2013 und am 25. Mai 2008 führten zu folgenden Ergebnissen:
| Liste           | 2023  | 2023  | 2018  | 2018  | 2013   | 2013   | 2008  | 2008  |
| Liste           | %     | Sitze | %     | Sitze | %      | Sitze  | %     | Sitze |
| --------------- | ----- | ----- | ----- | ----- | ------ | ------ | ----- | ----- |
| CDU             | 31,1  | 12    | 27,5  | 9     | 30,7   | 10     | 33,6  | 13    |
| SPD             | 18,7  | 7     | 20,7  | 6     | 26,6   | 8      | 24,3  | 9     |
| GRÜNE           | 22,8  | 8     | 22,1  | 7     | 17,2   | 5      | 15,4  | 5     |
| Forum21         | 11,2  | 4     | 11,0  | 3     | 13,2   | 4      | 13,0  | 4     |
| FDP             | 16,2  | 6     | 17,0  | 5     | 10,9   | 3      | 13,8  | 5     |
| Puls            | —     | —     | 1,7   | 1     | 1,5    | 1      | —     | —     |
| gesamt          | 100,0 | 37    | 100,0 | 31    | 100,0  | 31     | 100,0 | 36    |
| Wahlbeteiligung |       |       |       |       | 45,5 % | 45,5 % |       |       |

- SPD: 7
- Grüne: 8
- Forum21: 4
- FDP: 6
- CDU: 12

### Bürgermeister

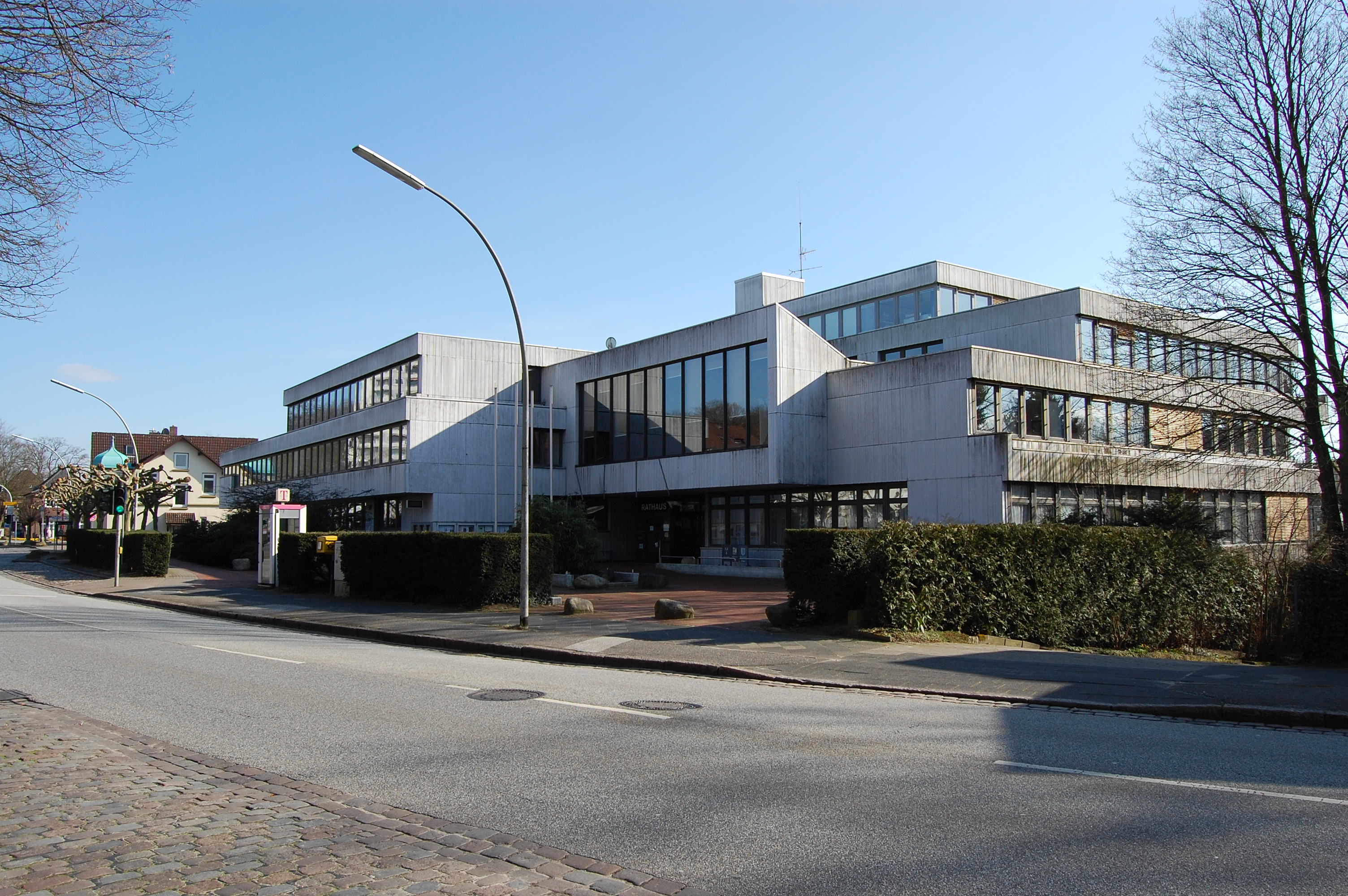
Reinbeker Rathaus

| Amtszeit           | Amtszeit           | Name                   |
| von                | bis                | Name                   |
| ------------------ | ------------------ | ---------------------- |
| 17. Februar 1931   | 13. September 1945 | Eduard Claußen (NSDAP) |
| 15. Dezember 1945  | 31. Januar 1946    | Wilhelm Kleist         |
| 1. Februar 1946    | 22. September 1946 | Carl Dobbertin         |
| 23. September 1946 | 11. November 1948  | Alwin Hemken           |
| 12. November 1948  | 28. April 1950     | Carl Dobbertin         |
| 28. April 1950     | 31. März 1951      | Wilhelm Kleist         |
| 1. April 1951      | 31. Dezember 1971  | Hermann Körner         |
| 1. Januar 1972     | 31. Januar 1990    | Günther Kock           |
| 1. Februar 1990    | 31. Januar 1996    | Manfred Neumann        |
| 1. September 1996  | 31. August 2008    | Detlef Palm            |
| 1. September 2008  | 31. August 2014    | Axel Bärendorf         |
| 1. September 2014  |                    | Björn Warmer           |

### Wappen
Blasonierung: „In Rot ein silberner Wellenbalken, begleitet von drei im Dreipass mit den Stielen einander zugekehrten Eichenblättern, und zwar zwei oben und einem unten.“
Die Blätter, in ihrer Anordnung an das Wappen der Familie Bismarck angelehnt, versteht man als Symbole für den Sachsenwald, während das Band für die Bille steht. Eine ähnliche Symbolik findet sich auf den Wappen der Nachbarorte Wohltorf und Aumühle; die Farben Rot und Weiß entsprechen den Wappen Holsteins und Stormarns. Das Wappen wurde 1935 genehmigt.

### Städtepartnerschaften
- 1956–2011: Städtefreundschaft mit Täby (Schweden). Der Marktplatz in Reinbek-Klosterbergen, der Täbyplatz, wurde nach der Partnerstadt benannt.
- Seit 1961: Städtefreundschaft mit Königslutter am Elm (Niedersachsen).
- Seit 1974: Patenschaft zwischen der Freiwilligen Feuerwehr Ohe und der Gemeinde Padasjoki (Finnland).
- Seit 1999: Städtepartnerschaft mit Koło (Polen).

## Kultur und Sehenswürdigkeiten

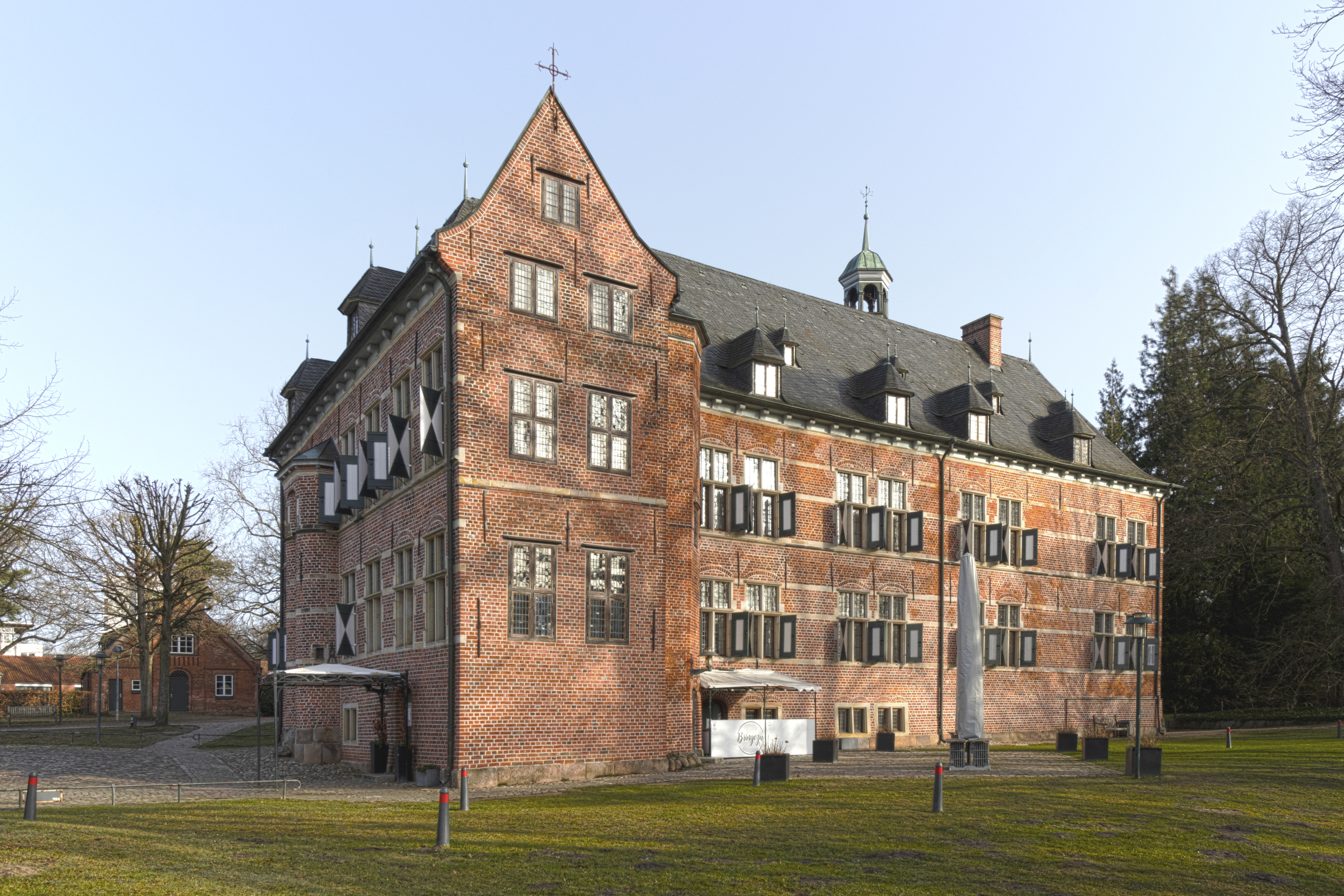
Reinbeker Schloss

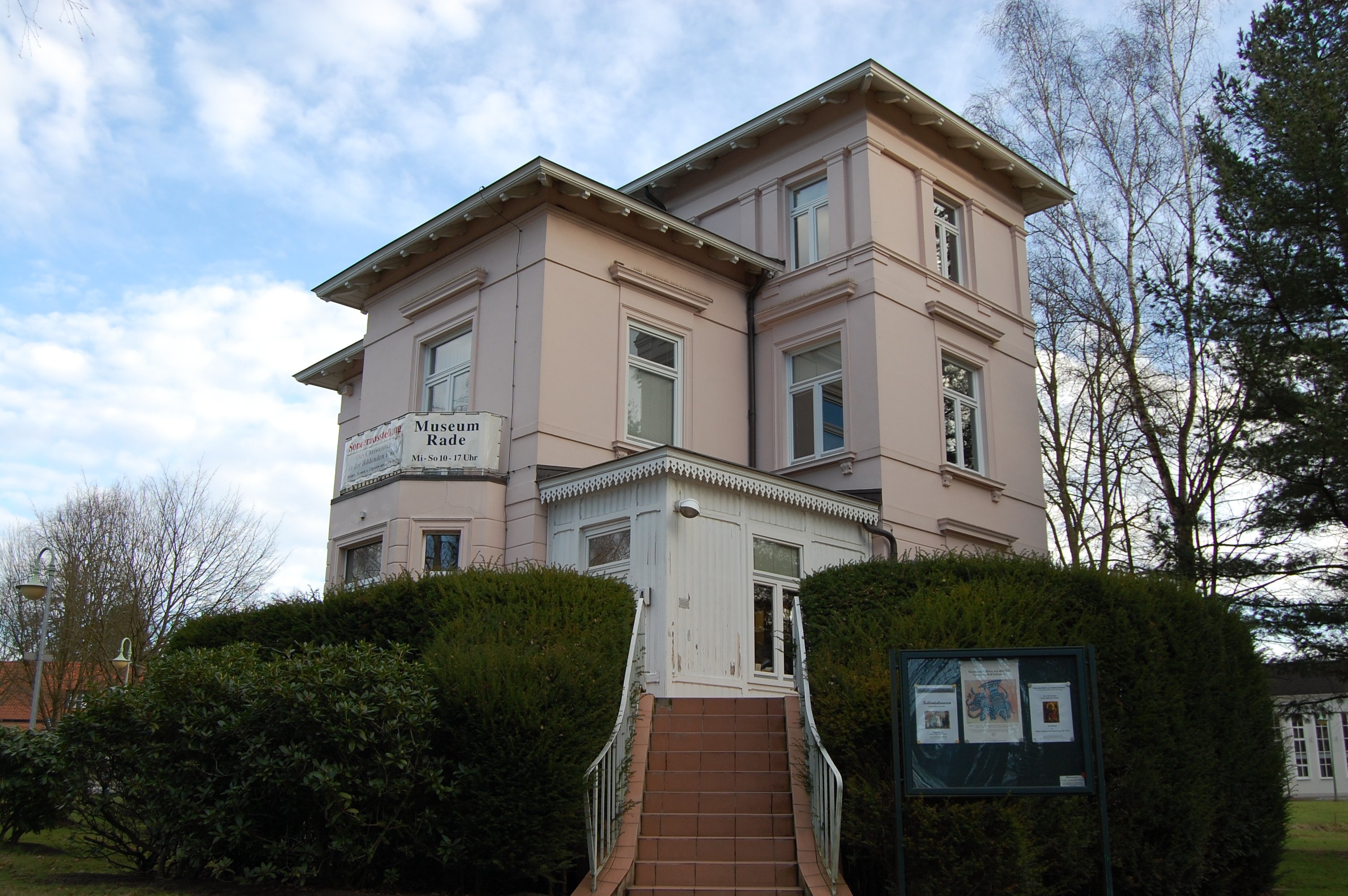
Ehemaliges Museum Rade

### Theater, Kino und Museen
- Das Kultur- und Kongresszentrum Sachsenwald-Forum bietet ein wechselndes Programm von Tournee- und Privattheatern.
- Der Filmring Reinbek e. V. führt ehrenamtlich monatlich jeweils am ersten Montag eine Kinoveranstaltung im Sachsenwaldforum durch.[15]
- Das gegenüber vom Schloss gelegene Museum Rade stellte die Sammlung volkstümlicher Kunst des Hamburger Schriftstellers und Kunstsammlers Rolf Italiaander aus. Seit Sommer 2017 ist das Museum dauerhaft geschlossen, die Sammlung wurde Ende 2018 ins Schloss Reinbek verlegt

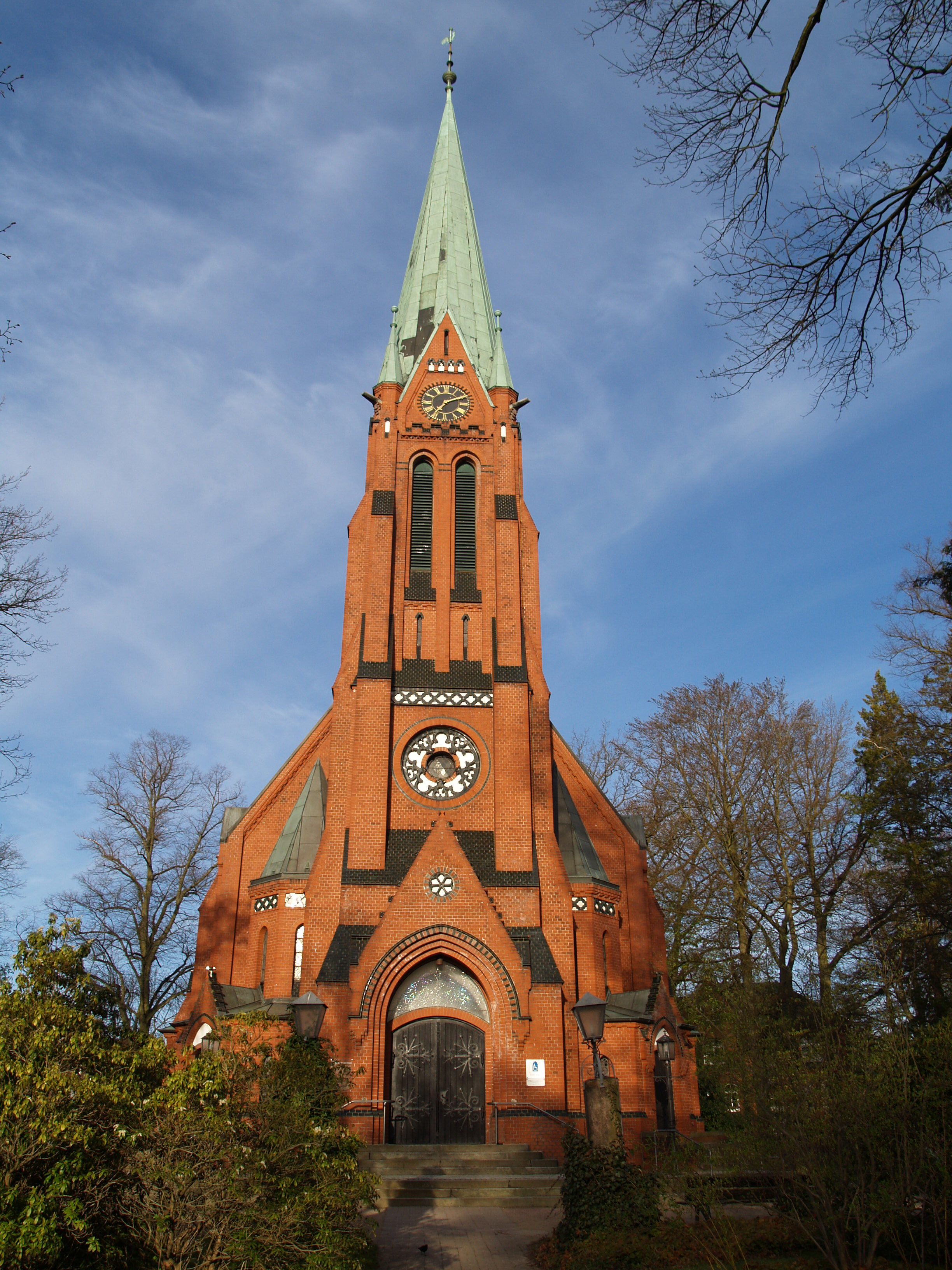
Maria-Magdalenen-Kirche

### Bauwerke

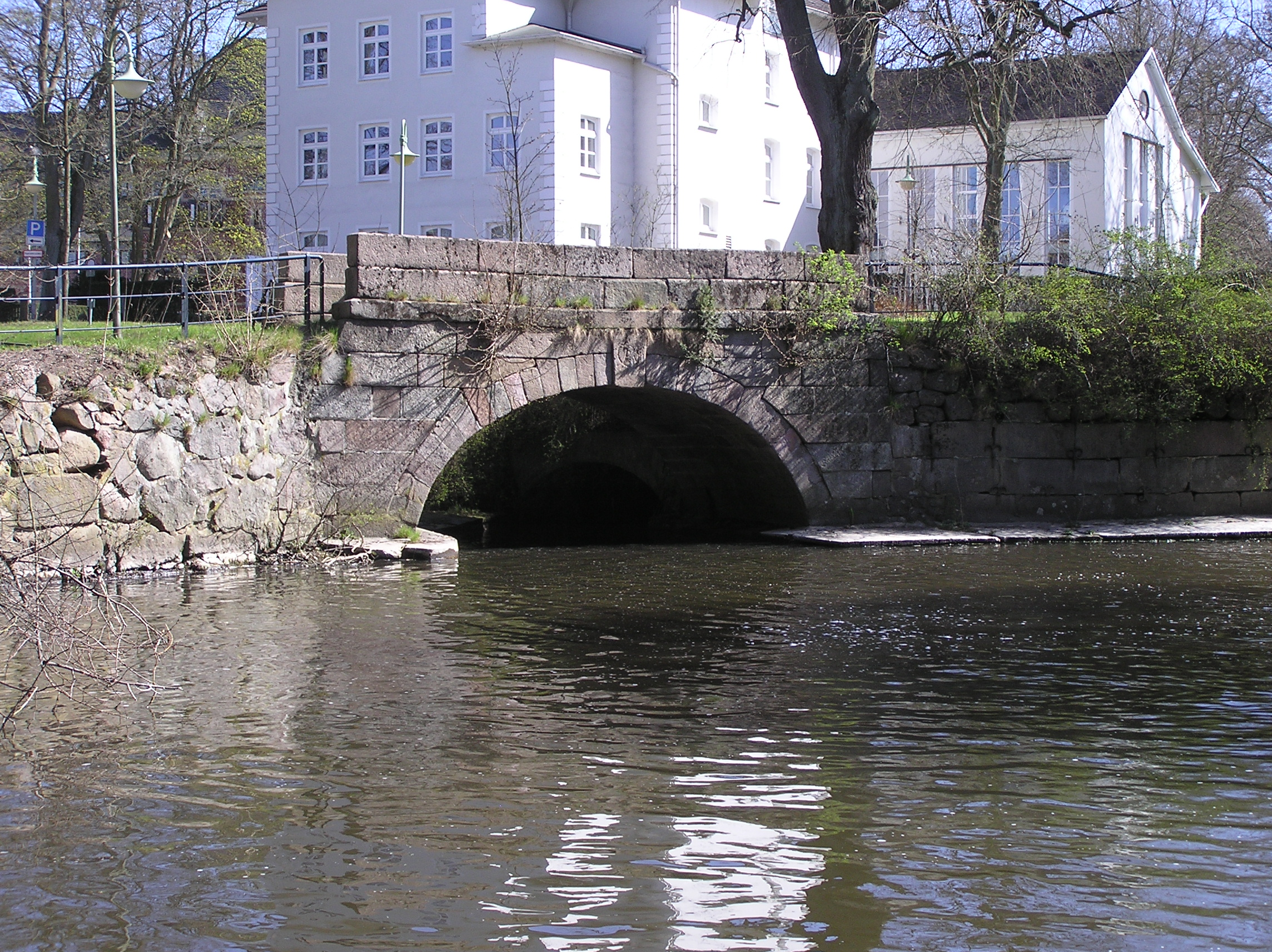
„Dänenbrücke“ von 1793

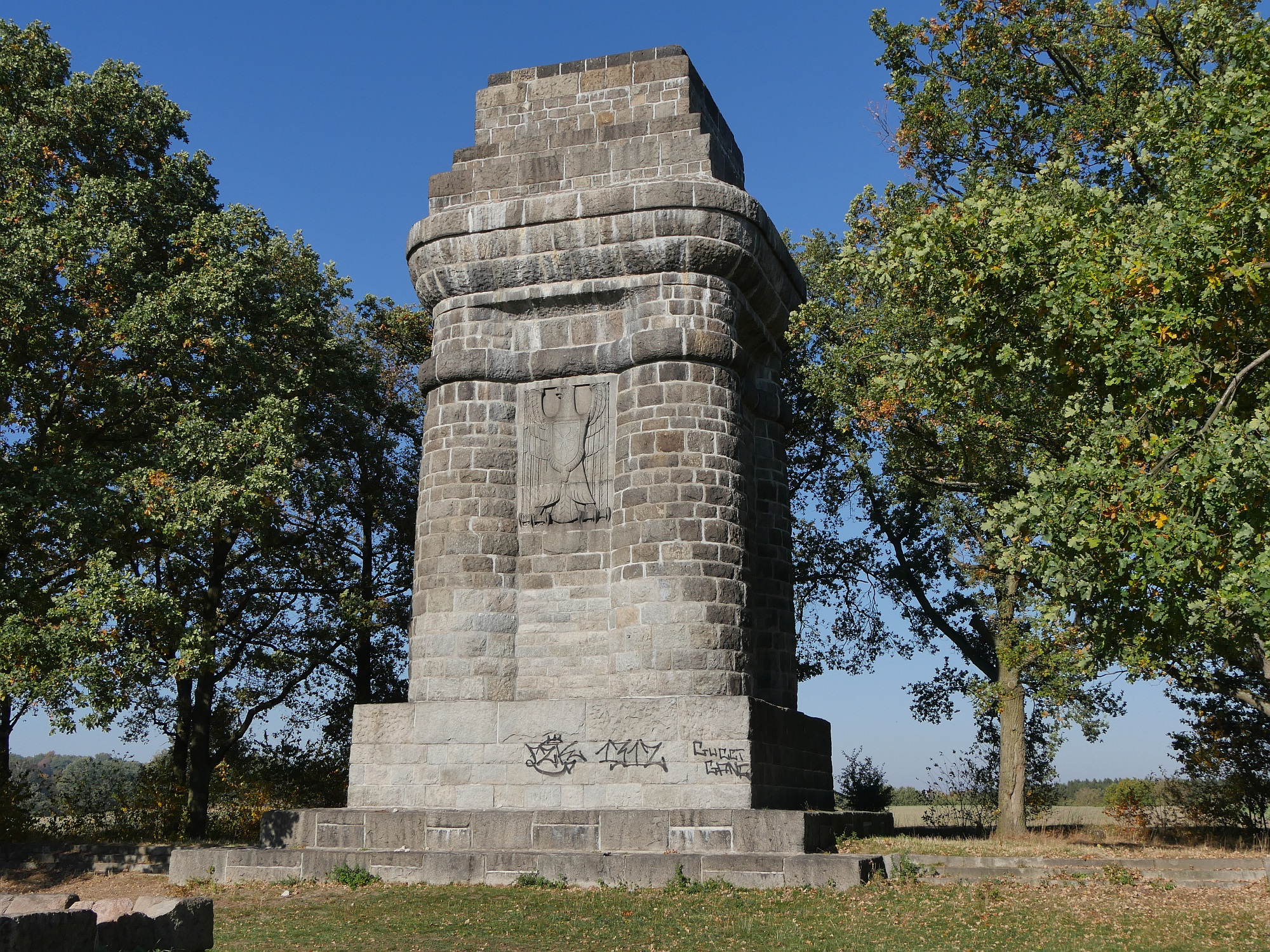
Bismarcksäule

Verschont von den Zerstörungswellen des Zweiten Weltkrieges, zeigt Reinbeks Stadtarchitektur ein kontinuierliches Bild durch die Epochen norddeutscher Baugeschichte, angefangen bei der niederländischen Renaissance und alten Bauernkaten, über großbürgerliche Villen der Kaiserzeit, Klinkerexpressionismus der Weimarer Republik und Wohngroßbauten der 1970er bis hin zu einer eher behutsamen Architektur der 1990er Jahre.
- Ältestes und bedeutendstes Bauwerk ist das Schloss Reinbek im Stil der Niederländischen Renaissance. Herzog Adolf I. von Gottorf ließ das Schloss zwischen 1572 und 1576 in seiner heute noch vorhandenen Form errichten. Zunächst Nebenwohnsitz des Landesherren, war das Schloss in dänischer Zeit Residenz des Amtmannes und später kurzzeitig der Sitz des Landratsamtes für den Kreis Stormarn. Heute steht das originalgetreu restaurierte Gebäude für öffentliche Nutzung zur Verfügung.

- Über die 1793 erbaute Dänenbrücke[16], in unmittelbarer Nähe zum Schloss, verlief einst der Verkehr zwischen dem dänischen Amt Reinbek und dem Herzogtum Sachsen-Lauenburg.

- Die Schönningstedter Mühle, erbaut 1886, wurde seit der Stilllegung (1968) als Gaststätte betrieben. Sie wurde durch einen Brand (1991) vollständig zerstört und danach durch einen Neubau ersetzt.

- Die Bismarcksäule auf dem Hammelsberg zwischen den Ortsteilen Krabbenkamp und Schönningstedt, in der Nähe des ehemaligen bismarckschen Guts Schönau, wurde 1903 fertiggestellt. Das 19 Meter hohe Monument entspricht dem üblichen Bismarcksäulen-Typus eines Feuerturmes, den Wilhelm Kreis 1898 entworfen hatte, und wurde aus Mitteln der deutschen Studentenschaft finanziert. Der Turm steht seit 1989 unter Denkmalschutz.

- In Reinbek gibt es sieben Stolpersteine zur Erinnerung an Opfer des Nationalsozialismus.[17]

In der Liste der Kulturdenkmale in Reinbek stehen die in der Denkmalliste des Landes Schleswig-Holstein eingetragenen Kulturdenkmale.

### Grünflächen und Naherholung
- Die Wald- und Wiesenlandschaft in und um Reinbek sowie der Schlosspark laden zum Spazieren, Wandern und Radfahren ein. Auf der Bille und auf dem Mühlenteich werden Kanufahrten veranstaltet.

### Sport
- Das Freizeitbad Reinbek und der angrenzende Sport-Park Reinbek bieten neben einem Hallenbad mit Außenschwimmbecken auch eine Sauna und verschiedene Sportprogramme an.
- Die TSV Reinbek und der FC Voran Ohe bieten verschiedene Sportarten an.

## Wirtschaft, Infrastruktur, öffentliche Einrichtungen

### Unternehmen
Reinbek zeichnet sich durch eine vielfältige, vorwiegend klein- und mittelständische Wirtschaftsstruktur aus.
Zahlreiche bedeutende Firmen hatten bzw. haben hier ihren Sitz, wie zum Beispiel der Rowohlt Verlag (von 1960 bis März 2019), seit September 2023 in dessen Anbaugebäude die Buhck-Gruppe, E. Michaelis & Co. – Papiergroßhandel, Almirall Almirall Hermal und Allergopharma (die seit Mai 2021 an der Herstellung des Impfstoffs von Biontech beteiligt sind), Fürst-Bismarck-Quelle, Grossmann-Feinkost, Amandus Kahl (Neuhaus Neotec), Peek & Cloppenburg (Verteilzentrum) und Lutz Aufzüge (Maschinen- und Anlagentechnik), Wollenhaupt (Teehandel). Ein weiterer großer Arbeitgeber ist das Krankenhaus Reinbek St.Adolf-Stift (Gesundheitswesen).
Anfang der 1960er Jahre wurde das gemeinsame Gewerbegebiet Reinbek-Glinde erschlossen. Seitdem erfolgten immer wieder Erweiterungen und Neuausweisungen von Gewerbeflächen. Zuletzt wurde das Gewerbegebiet Haidland vermarktet (ca. 22 ha): bis 2018 sind dort mehr als 30 Firmen angesiedelt worden, dadurch wurden 1200 Arbeitsplätze gesichert und ca. 400 neu geschaffen. Geplant ist die Erweiterung des Gewerbegebietes.
Die wirtschaftliche Dynamik Reinbeks zeigt sich unter anderem in der Entwicklung der Gewerbebetriebe: deren Zahl stieg auf 2532 Betriebe (31. August 2018).
Auch die positiven Arbeitsmarktdaten sind ein Beweis für die Besonderheit des Standortes. Im Geschäftsstellenbezirk der Arbeitsagentur Bad Oldesloe wird der Bezirk Reinbek mit einer der niedrigsten Arbeitslosenquoten aufgeführt, vergleichbar mit denen süddeutscher Wirtschaftsregionen.
In der Region Südstormarn liegen einige der Kommunen mit der höchsten Kaufkraft in Deutschland. Auch Reinbek lag im Jahr 2017 mit einer Kaufkraftkennziffer von 118 über dem Durchschnitt (CIMA Lübeck, Jahresbericht interkommunales Einzelhandelsforum 2017).
Reinbek ist perspektivisch weiter ein dynamischer Wirtschaftsstandort mit einer hohen Gewerbeflächennachfrage und steigenden Gewerbesteuereinnahmen, u. a. wegen der verkehrsgünstigen zentralen Lage in der Metropolregion direkt benachbart der Weltstadt Hamburg. Die Arbeitsplatzzentralität ist mit einem knapp 80-%-Anteil an den Beschäftigten hoch.

### Öffentliche Einrichtungen
Reinbek ist Sitz eines Amtsgerichts.

### Bildung
In Reinbek gibt es vier Grundschulen, eine Gemeinschaftsschule mit Oberstufe und ein Gymnasium. Außerdem gibt es eine Förderschule.
Gemeinschaftsschule und Förderschule sind zum Schulzentrum Mühlenredder zusammengefasst.
Die Volkshochschule Sachsenwald hat ein umfangreiches Angebot an Kursen verschiedener Fachrichtungen und deckt auch das Angebot für die Nachbargemeinde Wentorf mit ab. Die meisten Kurse finden im eigenen, gut ausgestatteten Haus mitten in Reinbek statt.
Die Reinbeker Stadtbibliothek bietet ein breit gefächertes Angebot aus alten wie neuen Medien und unterhält einen ständigen Bücherflohmarkt aus gespendeten und ausgemusterten Büchern.
Seit 1989 besteht der Geschichts- und Museumsverein Reinbek e. V.

### Verkehr

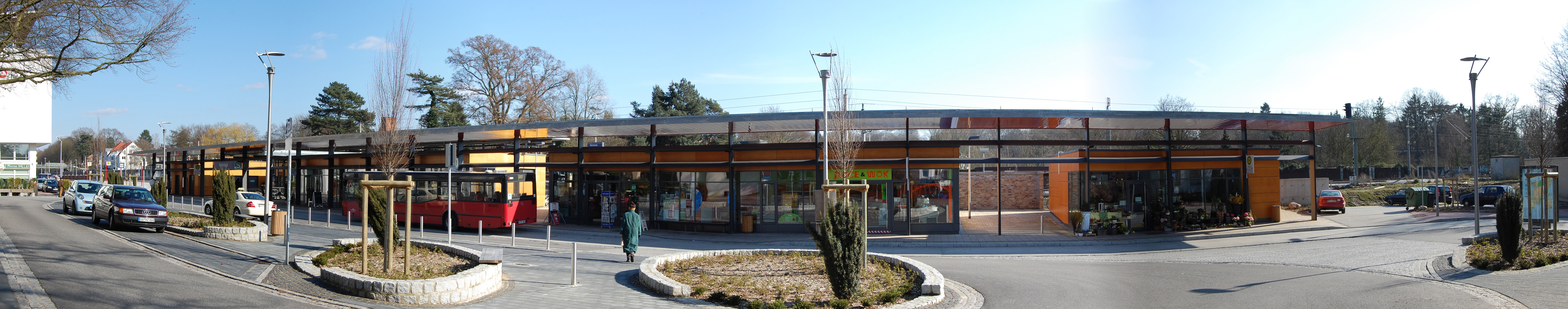
Der Reinbeker Bahnhof

Reinbek liegt in der Metropolregion Hamburg. Von Reinbek ist die Hamburger Innenstadt mit der S-Bahn-Linie S2 in 25 Minuten zu erreichen. Die S-Bahn verbindet Reinbek mit den Nachbarorten Wohltorf und Aumühle. Innerhalb Reinbeks fahren mehrere Buslinien, die von den zum HVV gehörenden VHH betrieben werden.
Die Fernverkehrsstraßen B 5, A 24 und A 1 führen in die Hamburger Innenstadt bzw. in Richtung Berlin, Lübeck und Bremen.
Der nächstgelegene Fernbahnhof ist Hamburg-Bergedorf, die Bahnstrecke Hamburg–Berlin durchquert die Stadt ohne Halt parallel zur S-Bahn.

## Persönlichkeiten

### Ehrenbürger
- Paul Lingens (1895–1976), Stadtverordneter der CDU, Bürgervorsteher
- Karl Meißner (1912–2010), Stadtverordneter der SPD, Bürgervorsteher
- Georges-Arthur Goldschmidt (* 1928), französisch-deutscher Schriftsteller, Essayist und Übersetzer
- Lothar Zug (1928–2020), Stadtverordneter der CDU, Bürgervorsteher
- Helmut Schomann (1932–2009), Stadtverordneter der SPD, Bürgervorsteher

### Söhne und Töchter der Stadt
- Elsa Schiemann (1878–1927), Malerin, Kunsthandwerkerin und Orientreisende
- Minna Specht (1879–1961), Pädagogin und Sozialistin
- Wilhelm Bisse (1881–1946), Reichstagsabgeordneter der NSDAP
- Horst Seifart (1916–2004), Journalist und Fernseh-Regisseur
- Donat de Chapeaurouge (1925–2019), Kunsthistoriker
- Georges-Arthur Goldschmidt (* 1928), französisch-deutscher Schriftsteller, Essayist und Übersetzer
- Helmut Schomann (1932–2009), Politiker, Ehrenbürger und Träger des Bundesverdienstkreuzes
- Hartmut Berg (* 1936), Wirtschaftswissenschaftler
- Ekkehard Wachmann (1937–2023), Entomologe
- Wittko Francke (1940–2020), Chemiker
- Hans Klapdor-Kleingrothaus (* 1942), Physiker
- Klaus-Peter Puls (* 1943), Politiker
- Albert Maringer (* 1945), Manager
- Wolfgang Seifert (* 1946), Japanologe
- Claus Peter Ortlieb (1947–2019), Mathematiker
- Eckart Modrow (* 1948), Pädagoge und Sachbuchautor
- Johannes Spallek (* 1948), Archivar und Kulturreferent
- Christine Christ-von Wedel (* 1948), Historikerin
- Dieter Matz (* 1948), Sportjournalist
- Angela Sommer-Bodenburg (* 1948), Kinderbuchautorin und Malerin; bekannt wurde sie durch ihre Bücher über den Kleinen Vampir
- Christel Hüttemann (* 1949), Trägerin des Bundesverdienstkreuzes
- Mathias Nolte (* 1952), Buchautor und Journalist
- Mathias Petersen (* 1955), Politiker
- Friedrich-Christian Rieß (* 1955),  Herzchirurg und Hochschullehrer
- Harald Lemke (* 1956), Staatssekretär
- Norbert Meier (* 1958), Fußballtrainer und ehemaliger -spieler
- Sabine Sütterlin-Waack (* 1958), Rechtsanwältin und Politikerin (CDU)
- Martin Rheinheimer (* 1960), Historiker
- Dietrich Becker (* 1961), Diplomat
- Ralf Sommer (* 1961), Elektroingenieur
- Jan van Aken (* 1961), Bundesvorsitzender und Spitzenkandidat 2025 der Linkspartei
- Thomas Röske (* 1962), Kunsthistoriker
- Birthe Kundrus (* 1963), Historikerin
- Gerd Gottlob (* 1964), Journalist und Fußballkommentator
- Gundula Bavendamm (* 1965), Historikerin und Kulturmanagerin
- Christiane Bruns (* 1965), Chirurgin
- Andreas Ellermann (* 1965), Moderator, Entertainer und Sänger
- Kerstin Drechsel (* 1966), Malerin
- Andreas Herbig (1966–2022), Produzent, Echopreisträger
- Birte Karalus (* 1966), Journalistin und Moderatorin
- Lena Johannson (* 1967), Schriftstellerin
- Michael Meyer-Hermann (* 1967), Physiker und Hochschullehrer
- Thorsten Schröder (* 1967), Journalist, Moderator und Sprecher der Tagesschau
- Lars Uwe Höltich (* 1968), TV-Producer
- Sönke Lieberam-Schmidt (* 1969), Wirtschaftsinformatiker und Professor
- Mark-Oliver Potzahr (* 1970), MdL (2009–2012)
- Heiko Nieder (* 1972), Koch, mit zwei Sternen im Guide Michelin ausgezeichnet
- Christine Berger (* 1973), Theater- und Fernsehschauspielerin
- Andreas Dobberkau (* 1975), Schauspieler
- Helmut Fritz (* 1975), fiktiver Popsänger
- Julian Krafftzig (* 1977), Radiomoderator
- Torben Liebrecht (* 1977), Schauspieler, Regisseur und Drehbuchautor
- Alexander Nerlich (* 1979), Regisseur
- Imke Wedekind (* 1984), Volleyballspielerin
- Ann-Kathrin Karschnick (* 1985), Fantasy-Autorin
- Jennifer Eckert (* 1988), Künstlerin und Autorin
- Max Kruse (* 1988), Fußballspieler
- Marvin Boadu (* 1989), Basketballspieler
- Christin Christ (* 1989), Politikerin
- Felix Brügmann (* 1992), Fußballspieler
- Maximilian Buhk (* 1992), Automobilrennfahrer
- Felix von der Laden (* 1994), Webvideoproduzent (bekannt als „Dner“), Automobilrennfahrer und Unternehmer
- Sina Aylin Demirhan (* 1994), Politikerin (Bündnis 90/Die Grünen)
- Larina Aylin Hillemann (* 1996), Ruderin
- Victoria Helene Bergemann (* 1997), Komikerin und Autorin
- Noma Noha Akugue (* 2003), Tennisspielerin
- Aurel Wagbe (* 2004), Fußballspieler

### Mit Reinbek verbunden
- Georg Julius Andresen (1815–1882), Autor, Mediziner, Hydrotherapeut und Gründer des Sophienbads
- Arthur Goldschmidt (1873–1947), Jurist und Politiker
- Hans E. B. Kruse (1891–1968), Kaufmann und Hamburger Senator, wohnte und starb in Reinbek
- Franz Heske (1892–1963), Forstwissenschaftler
- Hans Bernhard Meyer (1898–1982), Kunsthistoriker und Autor; starb hier
- Bernhard Rogge (1899–1982), Vizeadmiral der Kriegsmarine und Konteradmiral der Bundesmarine
- Helene Francke-Grosmann (1900–1990), Forstwissenschaftlerin
- Arthur Arno Wachmann (1902–1990), Astronom und Honorarprofessor an der Universität Hamburg
- Erwin Freytag (1907–1987), Autor und evangelisch-lutherischer Theologe
- Heinrich Maria Ledig-Rowohlt (1908–1992), bis 1982 Verleger des Rowohlt Verlags
- Rolf Italiaander (1913–1991), Schriftsteller, Übersetzer, Forschungsreisender, Ethnograf
- Sandro von Lorsch (1919–1992), Maler
- Arwed Imiela (1929–1982), Frauenmörder
- Günter Gaus (1929–2004), Journalist, Publizist, Diplomat und Politiker
- Hans-Jürgen von Maydell (Baron Maydell; 1932–2010), Forstwissenschaftler
- Lothar Teschke (* 1936), Mathematiker. Gründungsrektor der Fachhochschule Merseburg in Sachsen-Anhalt.
- Heinz-Georg Keerl (1946–2011), General
- Thomas Straubhaar (* 1957), Ökonom
- Ulrich Lappenküper (* 1957), Historiker, ehemaliger Geschäftsführer der Bismarck-Stiftung
- Lisa F. Oesterheld (* 1957), Autorin
- Johann Hinrich Claussen (* 1964), Theologe, Kulturbeauftragter der EKD, ehemals Pfarrer in Reinbek
- Alexander Schulz (* 1966),  Gründer und Geschäftsführer des Hamburger ReeperBahnFestivals, Abi Sachsenwaldschule
- Holger Waldenberger (* 1967), Quizspieler
- Bjarne Mädel (* 1968), Schauspieler
- Moritz Bleibtreu (* 1971), Schauspieler
- Ann-Katrin Schröder (* 1973), Journalistin und Fernsehmoderatorin
- Pierre Robert Colas (1976–2008), Alt- und Mesoamerikanist (Abitur an der SWS 1995)
- Bodo Wartke (* 1977), Musik-Kabarettist
- Martin Habersaat (* 1977), Politiker, lebt seit 2014 in Reinbek
- Julian Reister (* 1986), Tennisspieler